# Södertälje Bryggeri
Södertälje Bryggeri (även stavat Södertelge Bryggeri) var ett bryggeri i Södertälje i Södermanland och Stockholms län.
Bolaget startade ett storbryggeri på Storgatan i Södertälje 1896. Arkitekt för bryggeriet var Arvid Ahrnborg. Produktionen fortsatte till 1950-talet.
Lokalerna kom därefter att användas för olika ändamål fram till 1990-talet då de blev Astras huvudkontor. 2022 öppnades ett hotell i lokalerna.

## Bilder

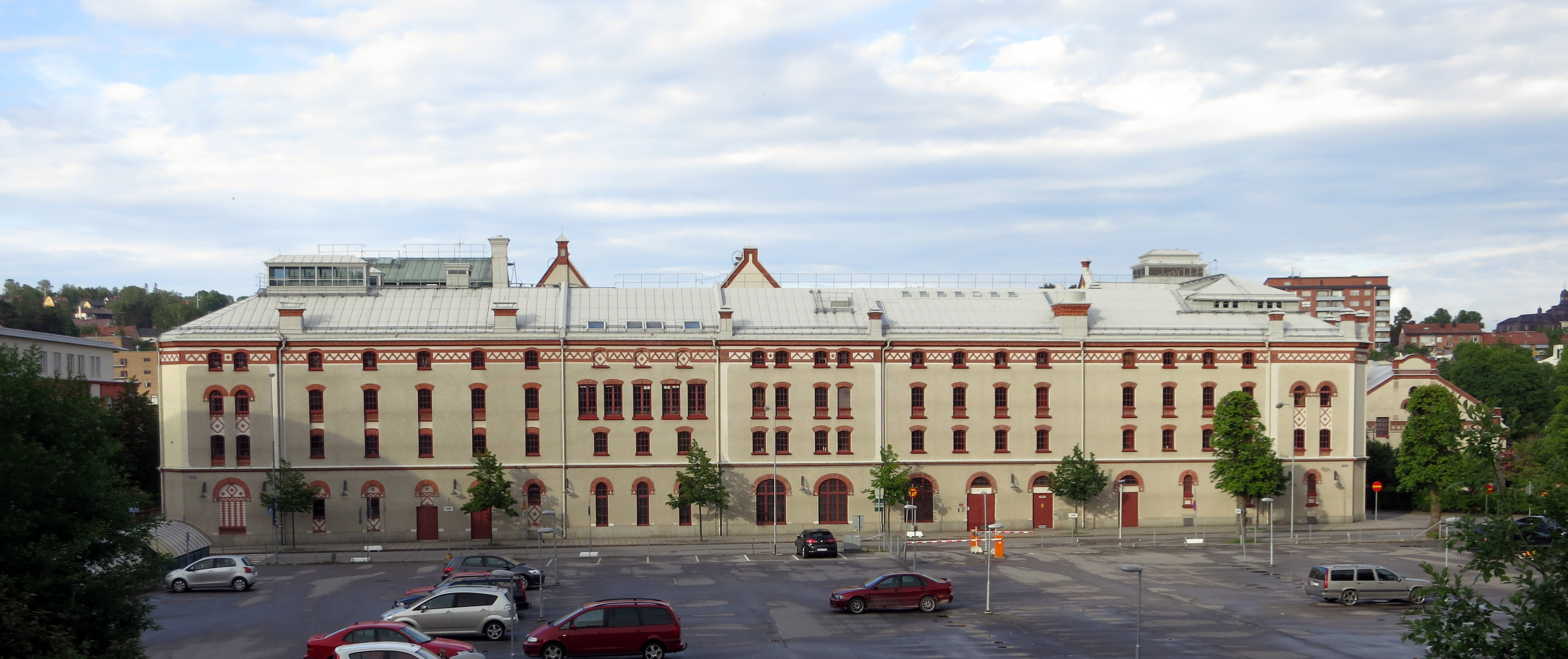
Bryggerilokalerna fotograferade 2012 när de var en del av Astras huvudkontor.